# 荒野のドラゴン
『荒野のドラゴン』 (こうやのドラゴン、Italian: Il mio nome è Shanghai Joe, lit. "My name is Shanghai Joe")は1973年に公開されたマカロニ・ウェスタン、カンフー映画。監督はマリオ・カイアーノ。出演はチェン・リー（早川明心）。アメリカ合衆国では『To Kill or to Die』や『The Dragon Strikes Back』など様々なタイトルで公開された。

## ストーリー
テキサスでは悪党スペンサーが20人のメキシコ人を購入し、その命を奪うゲームを始めた。そこへ現れた武道の達人ジョーがなんとか標的にされていた老人を助け、医者を手配する。ジョーはスペンサーの手下につかまるも何とか脱出し、その老人の娘クリスチーナから危機を知らされる。
しばらく2人で行動を共にする中、スペンサーはジョーの兄弟弟子ミクリヤを殺し屋として雇う。そして同門同士の対決をジョーが制する。

## キャスト
| 役名             | 俳優                 | 日本語吹替                               |
| 役名             | 俳優                 | テレビ朝日版                             |
| ---------------- | -------------------- | ---------------------------------------- |
| 上海ジョー       | チェン・リー         | 大前田伝                                 |
| クリスチーナ     | カーラ・ロマネリ     | 有馬瑞子                                 |
| サム             | ゴードン・ミッチェル | 玄田哲章                                 |
| ジャック         | クラウス・キンスキー | 千田光男                                 |
| ミクリヤ         | ミクリヤ・カツトシ   | 笹岡繁蔵                                 |
| 人喰いカンニバル | ロバート・ハンダー   | 黒部鉄                                   |
| スピンサー       | ピエロ・ルリ         | 糸博                                     |
| 不明 その他      | N/A                  | 大山高男 田口昴 長堀芳夫 亀井三郎        |
| 日本語スタッフ   |                      |                                          |
| 演出             |                      |                                          |
| 翻訳             |                      |                                          |
| 効果             |                      |                                          |
| 調整             |                      |                                          |
| 制作             |                      |                                          |
| 解説             |                      |                                          |
| 初回放送         | 初回放送             | 1979年5月11日 『ウィークエンドシアター』 |